# Siamon (fils de Ramsès II)
Pour l’article homonyme, voir Siamon.
Siamon (ou encore Saamon), est un fils peu connu de Ramsès II.
Il occupe divers postes administratifs.